# Paramunna integra
Paramunna integra là một loài chân đều trong họ Paramunnidae. Loài này được Nordenstam miêu tả khoa học năm 1933.